# René Mourlon
René Fernand Alexandre Mourlon (Parigi, 12 maggio 1893 – Parigi, 19 ottobre 1977) è stato un velocista francese.

## Palmarès

### Olimpiadi
- Argento a Anversa 1920 nella staffetta 4×100 metri.